# تشيستر ويليس
تشيستر ويليس (بالإنجليزية: Chester Willis)‏ هو لاعب كرة قدم أمريكية أمريكي، ولد في 2 مايو 1958 في إلبيرتون في الولايات المتحدة.